# Château d'Osthouse
Le château d'Osthouse est un monument historique situé à Osthouse, dans le département français du Bas-Rhin.

## Localisation
Ce bâtiment est situé au 2, rue du Château à Osthouse.

## Historique
L'édifice fait l'objet d'un classement au titre des monuments historiques depuis 1983.

## Architecture

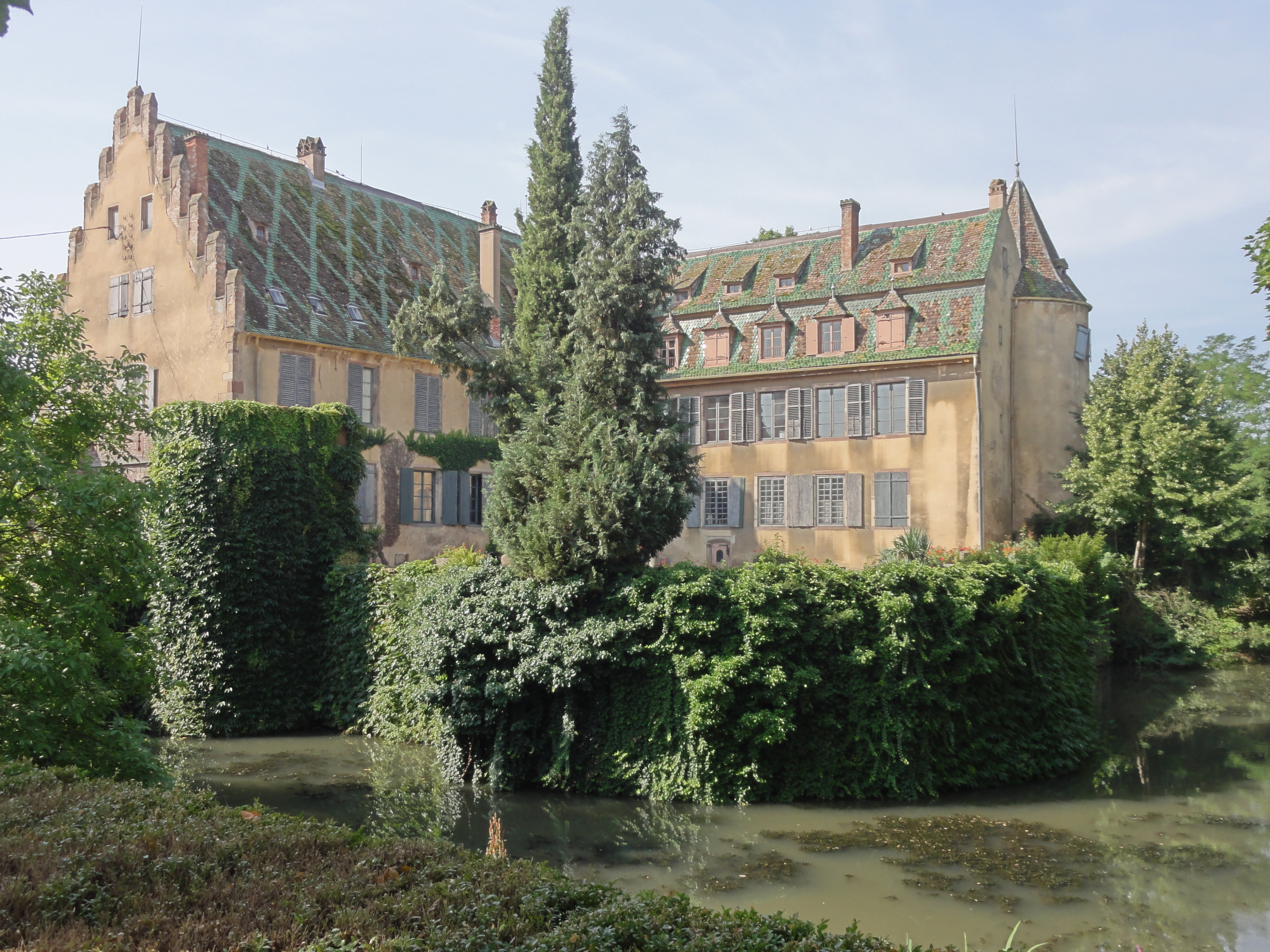
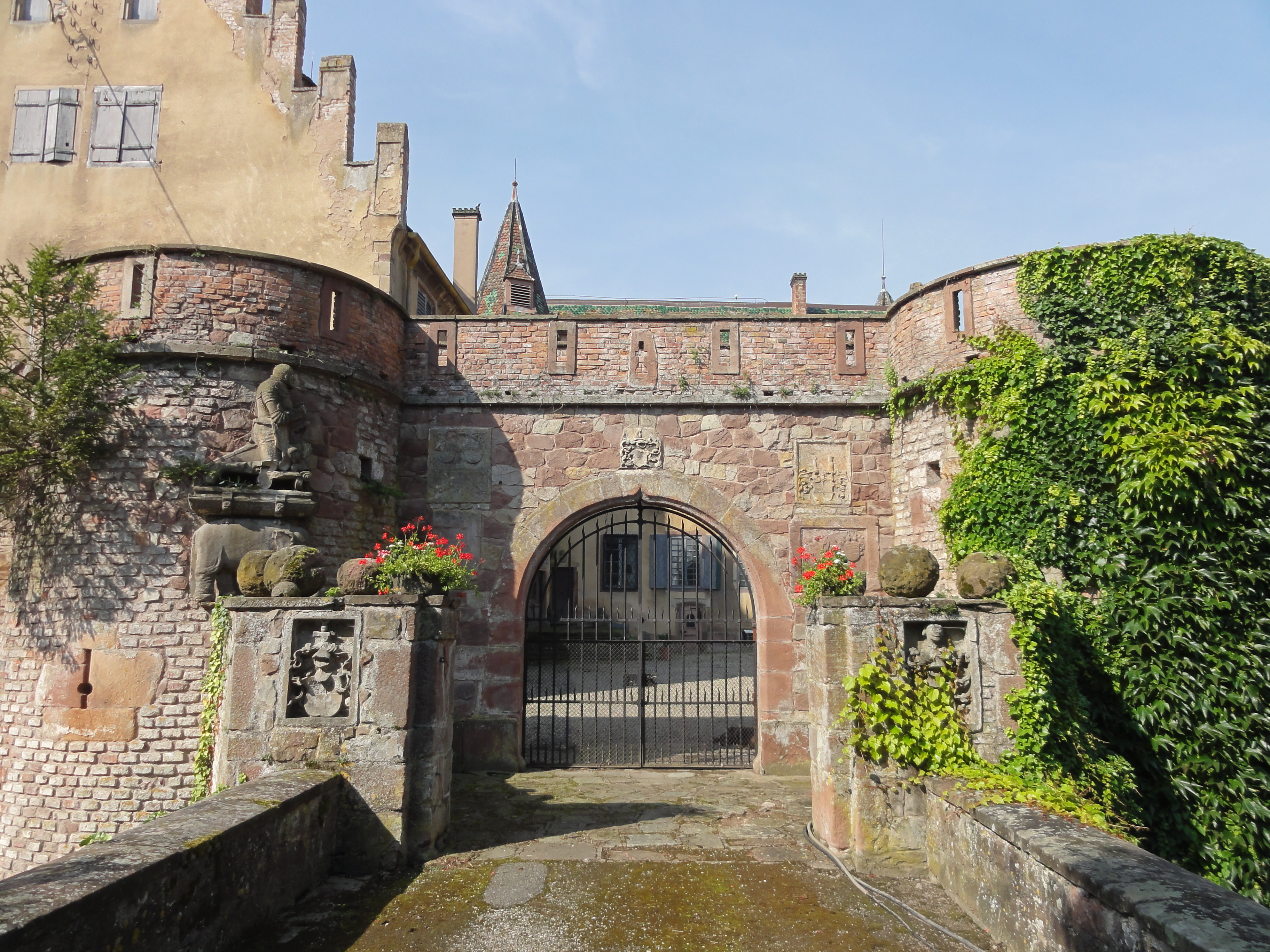
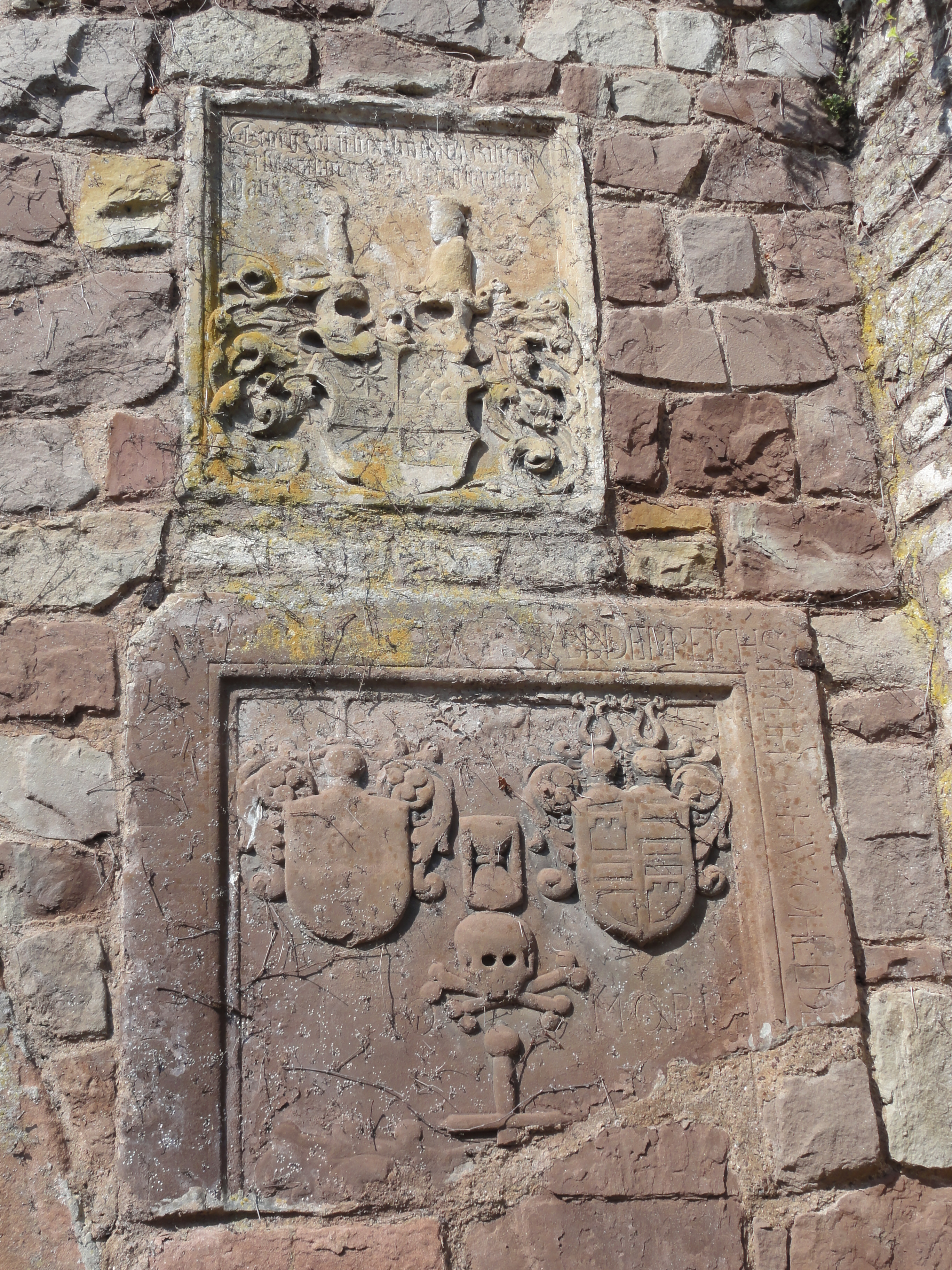
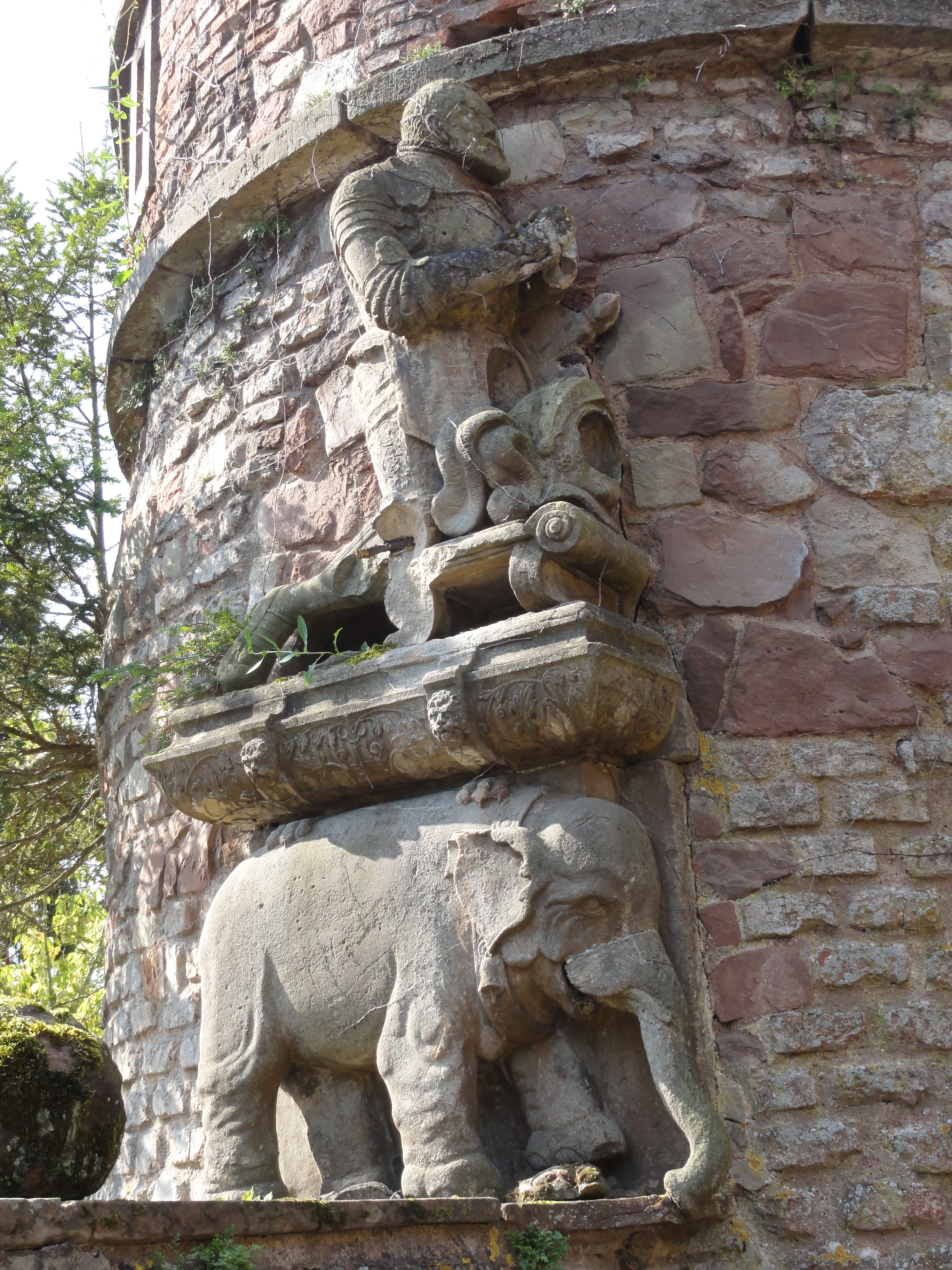
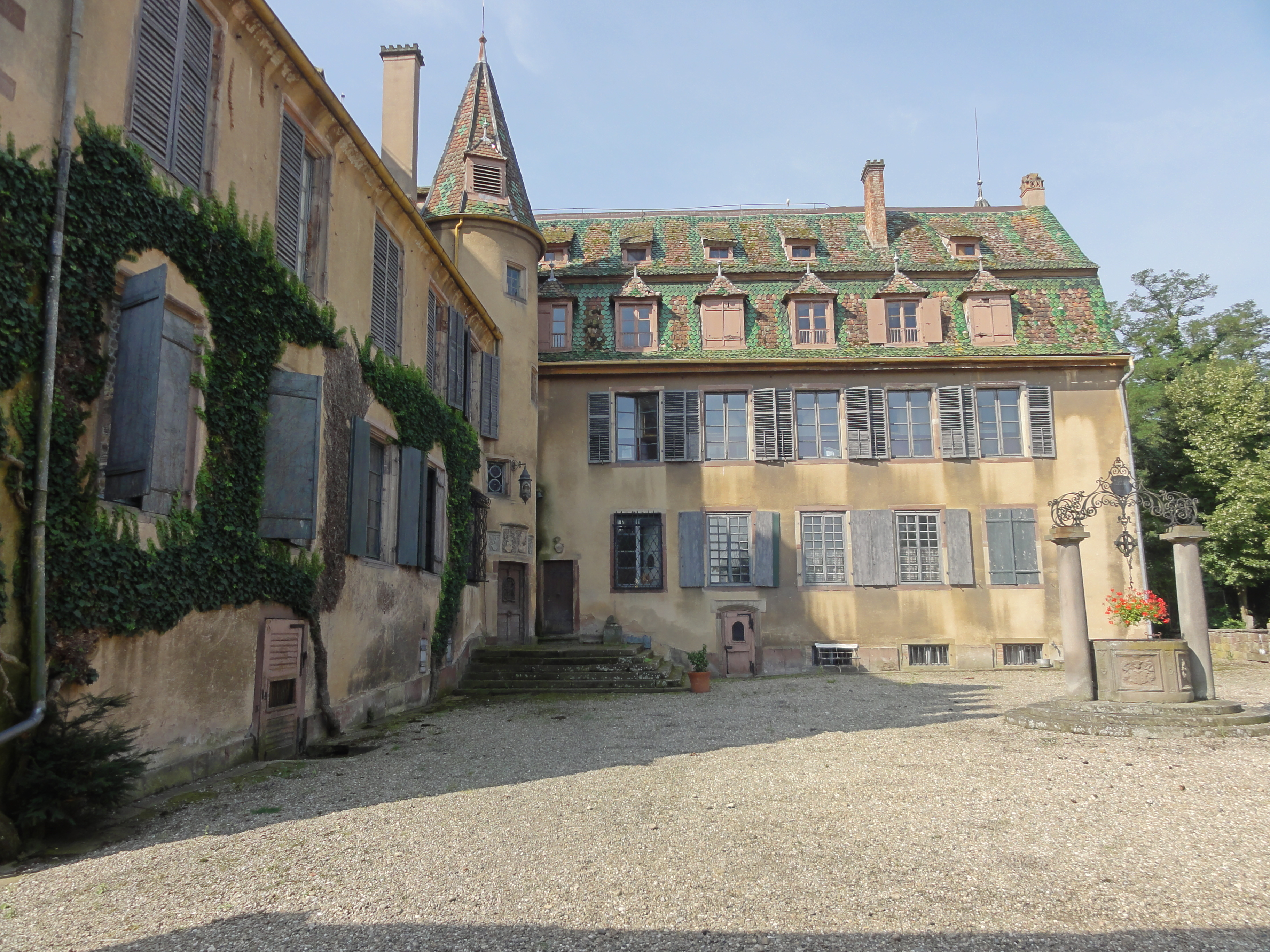
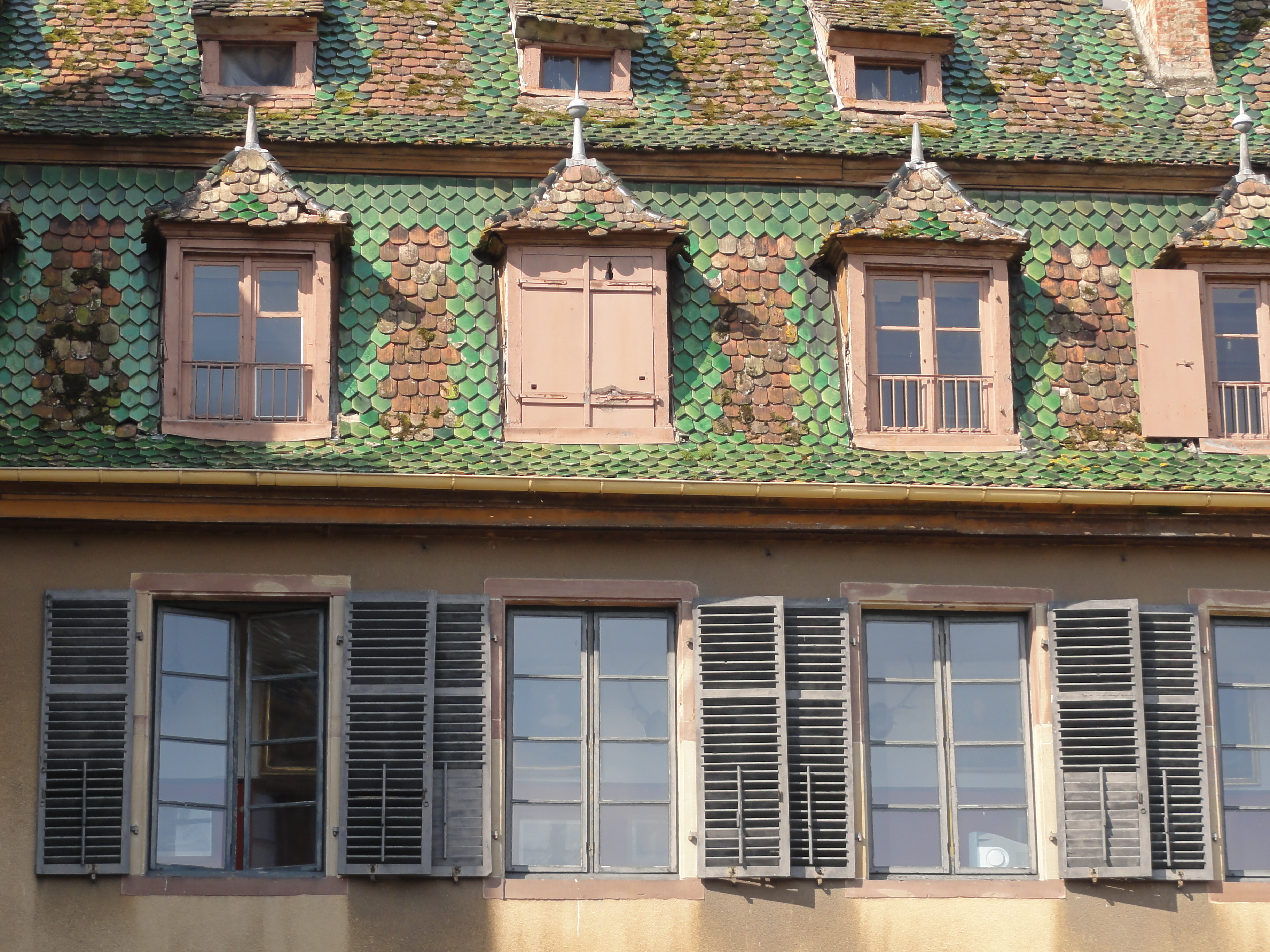
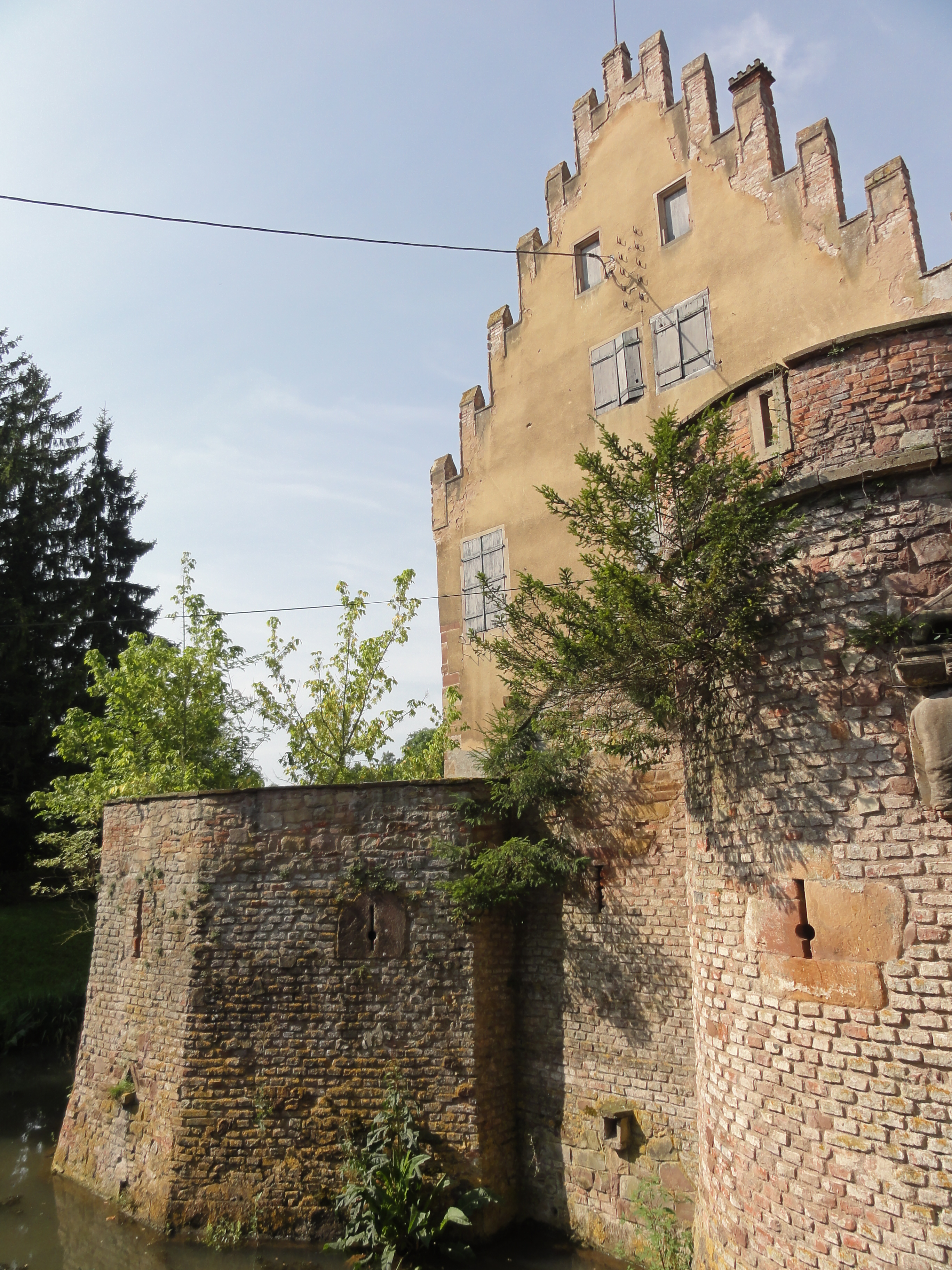
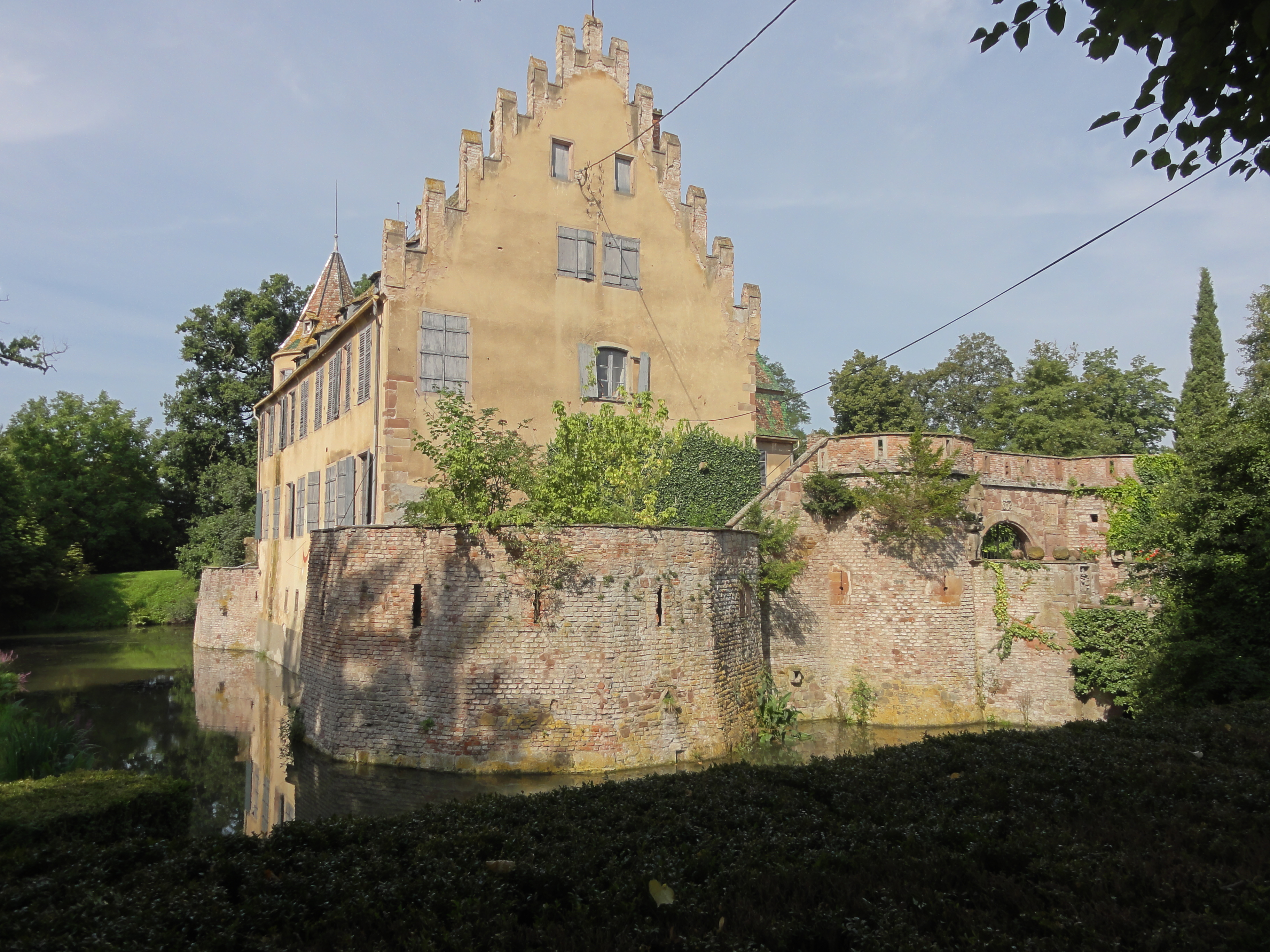
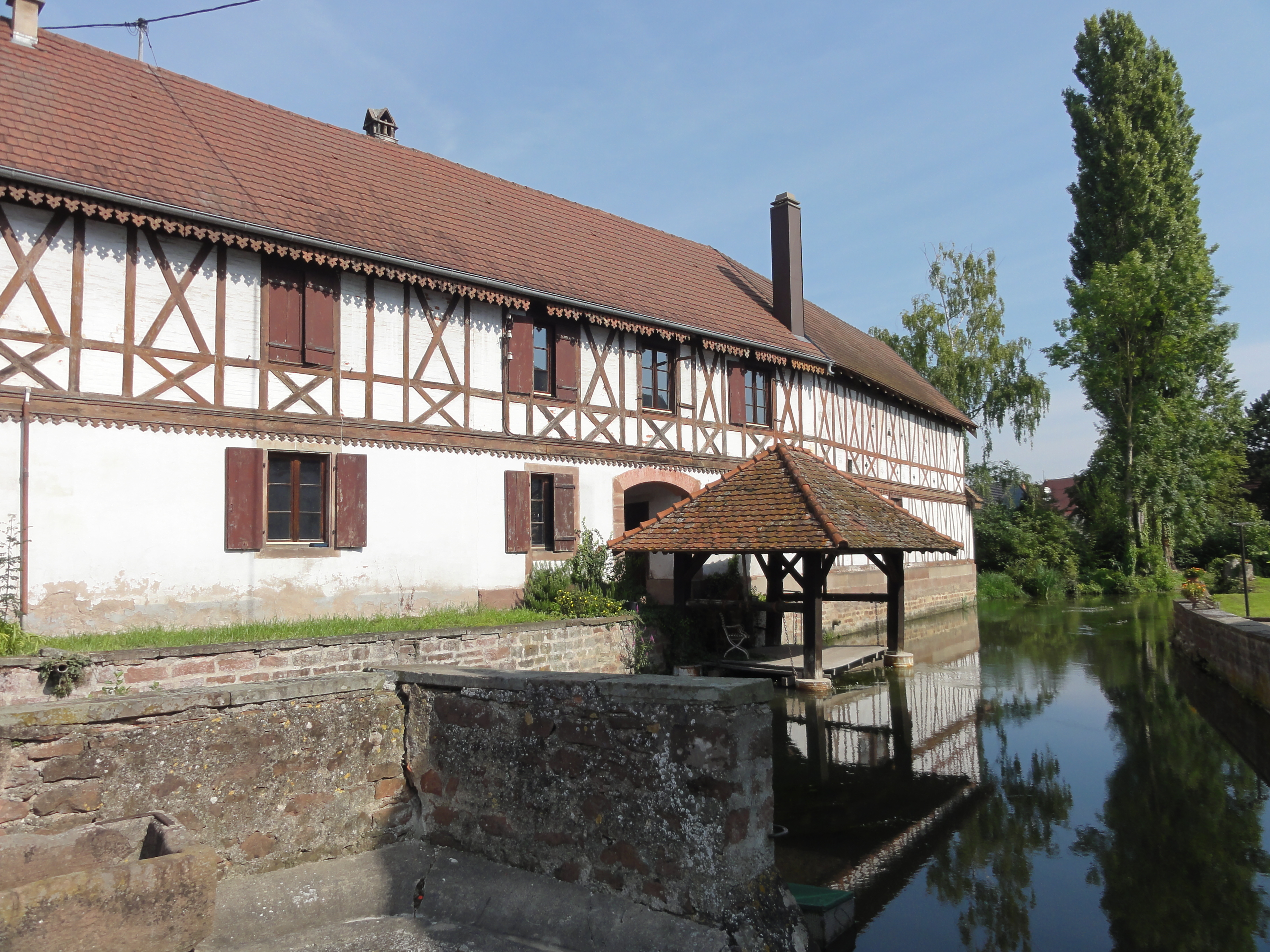